# Locomotiva FS 460
Le locomotive a vapore del gruppo 460 sono locomotive con tender per servizio merci pesante, a 2 cilindri a semplice espansione e a vapore surriscaldato, a 4 assi motori accoppiati, di costruzione tedesca.

## Storia
Il progetto della locomotiva del gruppo 460 venne elaborato negli anni dieci in Germania e classificato "G 8¹". Dall'ottimo progetto di locomotiva "P 8" derivava il tipo di caldaia e seguiva anch'esso lo schema tipico delle locomotive di scuola prussiana dalla costruzione massiccia e di elevato peso assiale, di grandi prestazioni ed eccellente affidabilità. Ne vennero costruite oltre 5.000 unità delle quali 45 pervennero in Italia, a seguito del Trattato di Versailles al termine della prima guerra mondiale, in conto riparazioni di guerra.
Il gruppo di 45 locomotive in Italia venne denominato "460" e le macchine immatricolate da 460.001 a 460-045; dimostrarono presto la loro validità ma a causa del loro peso assiale elevato (17 t x asse) che ne limitava fortemente l'utilizzazione nelle obsolete linee ferroviarie delle FS ebbero limitato il loro raggio di azione a tratte come la Piacenza–Bologna. Negli anni venti erano assegnate in gran parte ai depositi dell'Emilia, per lo più a Bologna. Nelle Ferrovie dello Stato rimasero in servizio fino a tutto il 1959.
Nel periodo bellico (seconda guerra mondiale) 10 unità vennero noleggiate alle ferrovie del Reich per il trasporto di carbone dalla Slesia. Al termine della guerra le unità 007 e 036 rimasero in mano jugoslava ricevendo la classificazione JŽ 23.44 e 23.45.

## Caratteristiche
Le locomotive erano a 4 assi accoppiati senza carrelli portanti di estremità e pertanto il loro peso assiale era notevole, oltre 17 t per asse. Il motore era a due cilindri, a vapore surriscaldato e semplice espansione. La distribuzione era a cassetto cilindrico con azionamento Walschaerts. 
La caldaia a 14 bar di pressione sviluppava la potenza di 1180 CV e montava un preriscaldatore d'acqua tipo Knorr. Le loro prestazioni erano elevate e vicine a quelle delle locomotive italiane dell'epoca a 5 assi accoppiati tipo gruppo 471. A partire dal 1927 la caldaia venne sostituita con un tipo unificato FS, intercambiabile con i gruppi 675, 687 e 688, per ragione di approvvigionamento e razionalizzazione.
Il tender era inizialmente del tipo 3 T 16,5, in seguito alcune lo ebbero a carrelli.

## Deposito locomotive di assegnazione
- Deposito Locomotive di Bologna